# Uta
Uta — рід ящірок з родини фринозомових (Phrynosomatidae). Містить сім видів.

## Поширення
Представники роду населяють піщано-скелясті пустелі і напівпустелі Північної Америки.

## Морфологія
Тіло завдовжки від 7 до 50 см. У різних видів забарвлення тіла сіре, коричневе або оливкове, лише горло помаранчевого, жовтого або блакитного кольору.

## Види
- Uta encantadae Grismer, 1994
- Uta lowei Grismer, 1994
- Uta nolascensis Van Denburgh & Slevin, 1921
- Uta palmeri Stejneger, 1890
- Uta squamata Dickerson, 1919
- Uta stansburiana Baird & Girard, 1852
- Uta tumidarostra Grismer, 1994